# Weisenheim am Berg
Weisenheim am Berg település Németországban, Rajna-vidék-Pfalz tartományban. Lakosainak száma 1715 fő (2023. december 31.).

## Népesség
A település népességének változása:
| Lakosok száma | 1277 | 1735 | 1718 | 1718 | 1732 | 1715 |
|               | 1975 | 2017 | 2019 | 2021 | 2022 | 2023 |